# Antônio Lemos
Antônio José de Lemos (São Luís, 17 de dezembro de 1843 — Rio de Janeiro, 2 de outubro de 1913) foi um político brasileiro com base eleitoral no estado do Pará e intendente de Belém entre 1897 e 1911. Um dos sócio-fundados do Instituto Histórico e Geográfico do Pará em 1900.
Lemos foi o principal responsável pelo desenvolvimento urbano da cidade de Belém, tendo projetado uma série modificações que geririam a vida do cidadão paraense àquela época, sendo tratado como "o maior administrador municipal dos últimos tempos", além de ser dono do título de mais poderoso e recorrente mito político da Amazônia.
Era filho de Antônio José de Lemos e de Olívia de Sousa Lemos, casado com Inês Maria de Lemos e pai de cinco filhos: Antônio Pindobussu de Lemos, Maria Guajarina de Lemos, Olívia de Lemos Lalor, Cecília Ierecê de Lemos e de Manuel Tibiriçá de Lemos (com alcunha de Duca Lemos), além de tio e sogro de Artur de Sousa Lemos, deputado e senador pelo Pará.
A carreira política de Antônio Lemos se iniciou em 1885, quando o Partido Liberal, do qual era membro, o elegeu deputado provincial pelo 1º e 5º Distrito. Quando ocorreu a proclamação da República, Lemos estava exercendo cargo de presidente da Câmara Municipal, pois havia sido eleito vereador em 1889. Dessa forma, foi Lemos que empossou a primeira junta constituída por Justo Chermont, José Maria do Nascimento e José Fernando Júnior, que passaram a governar o Pará nos primeiros momentos do regime republicano.

## Biografia
Filho do casal Antônio José de Lemos e de Olívia de Sousa Lemos, Antônio José de Lemos nasceu em 17 de dezembro de 1843 no estado do Maranhão e mudou-se para a cidade de Belém, no Pará, quando jovem. Antes de ingressar na carreira política, Antônio Lemos trabalhou como criado de bordo da marinha, tendo sido este emprego o responsável pela sua ida à capital do Pará. Assim que chegou ao estado, Lemos logo conseguiu um emprego no jornal local, A Província do Pará, devido as suas habilidades de leitura e escrita. Com a morte do dono do jornal, Dr. Assis, Lemos adquiriu-o por um preço simbólico, mudando a sede do jornal para o edifício onde atualmente funciona o Instituto de Educação do Pará, transformando o periódico no terceiro em circulação do país naquela época. Os anos como editor do periódico, fizeram com que Antônio conquistasse a "confiança" e "destaque" frente a sociedade paraense, o que lhe facilitou em muito o ingresso para a vida política.
Lemos foi, inicialmente, vogal de Belém, deputado estadual e até secretário de governo do estado, onde notabilizou-se por recepcionar e ser sensível aos apelos dos políticos do interior, enquanto que as outras autoridades os ignoravam, por os julgarem "políticos menores", e assim foi conquistando o respeito e o apoio de diversas autoridades.
Em 1897 chega ao ápice de sua carreira política, quando é eleito intendente (cargo correspondente hoje a prefeito municipal) da capital, Belém. Sua gestão ficou marcada pela galicização da cidade, pela edição de medidas que regravam os hábitos e modos urbanos, proibindo atos como cuspir em via pública, regrando as fachadas das casas, retirou cortiços do centro e inclusive fechou diversas casas que gerassem um nível desagradável de poluição sonora.

## A construção da Paris n'América
O dinheiro gerado com a comercialização da borracha foi importante para a reestruturação urbana de Belém, a partir de 1897, que marcou o inicio do governo do intendente Antônio Lemos (1897-1911), responsável por modernizar a cidade de Belém, quando o país ainda iniciava o período da República, promovendo uma renovação estética e higienista da cidade no período do Ciclo da Borracha, também conhecido como Belle Époque Paraense", com o projeto de construção da Paris n'América (em francês: Petit Paris). Atendendo ao novo gosto da elite do látex (em destaque os seringalistas) e também demonstrar aos investidores estrangeiros que Belém era segura e salubre para transformar a capital em centro: financeiro, luxo, divertimento e de consumo. Fazendo parte do discurso republicano pautado no progresso com bases cientificamente no saneamento e higienização. Ressalta-se, que a maior parte da população era pobre, não possuía dinheiro sequer para comprar peixe, enquanto tentavam adotar hábitos europeus.
As ruas estreitas do bairro Cidade Velha e da Campina manteriam o estilo colonial português, mas era necessário construir avenidas largas de acordo com o projeto de embelezamento urbanístico até o  bairro de São Brás. Assim, a construção do Boulevard da República próximo ao cais do porto, facilitando o escoamento comercial da borracha, simbolizando também o estilo europeu. Com calçamento das ruas, instalação de rede de esgotos, criação de serviço de transportes públicos, construção de praças.
O centro comercial tornou-se um centro de consumo de tecidos, conforme a moda de Paris e Londres (na loja Paris n'América, na Av. Presidente Vargas), bebidas e alimentos importados como carne, champagne, vinho (Piper Mint de Rivel), manteiga entre outros.
Preocupado com a paisagem urbana, Lemos implantou áreas verdes, recuperando o Horto Municipal, embelezando as praças, reestruturando o Bosque Rodrigues Alves. Havia também os quiosques (Bar do Parque), elegantes na paisagem urbana.
O poder público criou o Código de Conduta para repassar os ideais de moral e higiene nos espaços. Regulando o cotidiano da cidade: proibindo banhos nas praças e chafarizes; ficar de trajes “indecentes” em casa ou ir à janela; ordenou a demolição de todos os cortiços (como ocorreu em outras cidades, como o Rio de Janeiro), pois eram considerados locais focos de epidemias e desordem; os moradores construiriam as residencias de acordo com as plantas aprovadas pela intendência.
Quanto aos problemas com local de abate e comercialização de carne e de alimentos, construiu-se um matadouro público (atualmente chamado de Curro Velho) e um mercado no boulevard da República, o Mercado do Ver-o-Peso (em ferro ao estilo art nouveau) sendo considerado na época um dos melhores do país. Em busca de disciplinar o trabalho de vendedores ambulantes, foram proibidas barraquinhas de lanche, consideradas sujas e pontos de desocupados; Iniciou a construção de uma rede de esgotos (empresa londrina The Amazonia Development) e forno crematório; iniciou campanha de vacinação; recolhimento de lixo nas residências; O Código de Conduta impunha também a limpeza da sociedade, combatendo a mendigagem, principalmente às proximidades da Basílica de Nazaré.
Outro problema era o abastecimento de água, era vendida por aguadeiros nas portas das residências. Lemos encomendou nos Estados Unidos equipamentos para construir vários poços artesianos na cidade;
Em 1902 completou seu projeto, que incluiu construção de diversos: palacetes; bolsa de valores; grandes teatros; igrejas; necrotério; grandes praças com lagos e chafarizes; infra-estrutura sanitária; alargamento de vias nos principais bairros, com calçamento de vias com pedras importadas da Europa e malha de esgoto; aterramento de rios e córregos, a plantação de várias mudas de mangueira, importadas da Índia, nas novas avenidas e boulevards a fim de construir túneis sombreados devido muita incidência do sol na cidade. Tudo ao estilo da arquitetura francesa, no desafio delegado a um grupo de engenheiros de nações europeias, incluindo os responsáveis pela recente reforma urbanística de Paris.
Devida a sua localização geográfica, Belém centralizava as exportações da Amazônia, e durante o Ciclo, a Amazônia respondia por 40% da pauta de exportações do Brasil, igualando-se, em valor, ao que São Paulo exportava durante o ciclo do café. Belém era a sede de residências da maioria dos barões da borracha e a empresários, com negócios relacionados a cidade ou a logística de exportação do látex.
Antonio Lemos ordenou a expansão da cidade com a abertura de vias largas e quadras retas onde não havia cidade, área hoje compreendida pelos bairros da Pedreira e do Marco (considerado o segundo melhor em qualidade de vida da capital). Belém era invejada por brasileiros das zonas produtoras de café, retratada nos jornais do sudeste do país como uma verdadeira metrópole perdida na selva que Rio de Janeiro e São Paulo nunca conseguiriam construir, até que em 1905 a cidade de Rio de Janeiro realiza sua reforma urbanística com Pereira Passos.

## Belém, cidade pioneira do Brasil
Na gestão lemista, Belém foi a primeira cidade do país a possuir energia elétrica, devido Lemos haver contratado profissionais diretamente de Londres para implementar a energia em Belém, quando foi criada a Pará Eletric and Railway Company, inclusive sendo esses mesmos ingleses responsáveis pela fundação do Pará Country Club, hoje simplesmente Pará Clube; o Pará foi o primeiro estado da nação a possuir plantações de café, através de sua importação direta da Guiana Francesa; foi a primeira cidade brasileira a possuir bondes elétricos; a segunda a possuir necrotério; o intendente costumeiramente contratava companhias europeias de teatro para apresentações em praça pública em Belém; a cidade também foi uma das primeiras a possuir bolsa de valores, demolida em 1914, durante o governo de João Coelho, para dar lugar à Praça do Relógio. Nessa época, quando a nação vivia sob uma economia de arquipélago, era mais fácil ir de Belém a Liverpool que ao Rio de Janeiro, por haver mais rotas para a Europa em detrimento dos destinos nacionais e a Belém manter mais relações com aquele continente que com o resto do Brasil.

## O começo do fim
Porém o tempo conspirava contra a economia da borracha: após cerca de 14 anos no poder, em 1912 foi o começo do fim, a cotação internacional da borracha registra quedas preocupantes, começou a tornar-se um negócio menos atrativo, o governo municipal passou a arrecadar menos tributos devido a redução de tais lucros, começou a ficar difícil manter a mesma opulência e ostentação sustentada artificialmente sobre os lucros da borracha inflacionada, Belém começa a deixar de ser a capital dourada, título ostentado desde a reforma urbana. A gestão lemista sofre restrições orçamentárias, ficando difícil governar um menor orçamento para uma gestão acostumada a mais de uma década com fartura e abundância de recursos. No mesmo ano, o intendente é deposto por seus adversários, seguidores do então governador Lauro Sodré, arrastado por vias públicas, até que o famoso médico Camilo Salgado pede clemência por sua pessoa, mesmo assim, é obrigado renunciar a todos seus títulos e cargos. Antonio Lemos partiu para o Rio de Janeiro, assim como um exilado, onde teve apenas mais um ano de vida.

## Os Lemos e a atualidade
A família Lemos sofreu uma dura perda com o fim da gestão lemista, porém existiu politicamente tendo como líder o senador Artur de Sousa Lemos até 1930, quando Getúlio Vargas acaba com a República Velha, nomeando Magalhães Barata para interventor do Pará. Na década de 1970, a prefeitura realizou uma homenagem aos Lemos, ordenando a exumação do corpo do ex-intendente no Rio de Janeiro e seu traslado até Belém, onde a população o aguardava para seu re-enterro no prédio da prefeitura, palácio construído por ele próprio e que inclusive ganhou seu nome.
Antonio Lemos não teve tempo, para ainda vivo, ver suas mangueiras adultas e frondosas como são atualmente. Hoje Belém é uma metrópole com 1,4 milhões de habitantes. O município possui 30% de sua área coberta por áreas verdes (o apontado como ideal por urbanistas), e percentualmente mais que outras metrópoles brasileiras, como São Paulo e Belo Horizonte; não teve tempo de ver suas largas avenidas preenchidas com as dezenas e dezenas de altos e modernos prédios que hoje compõem o Belém Skyline; não teve tempo para testemunhar o espanto que muitos turistas teriam com a megalomania urbana de Belém. Ruas, avenidas, museus, palácios, navios, estabelecimentos comerciais, entre outros, ganharam seu nome em homenagem às suas reformas radicais na paisagem da cidade.

## Legado

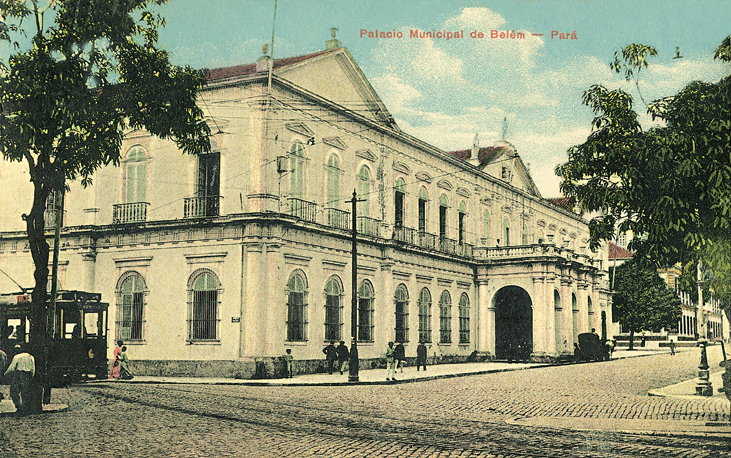
Imagem do Palácio Antônio Lemos, sede municipal de Belém.

Mesmo após a sua morte, Antônio José de Lemos ainda é lembrado pelas suas construções e feitorias na capital do estado do Pará. A sede da prefeitura municipal de Belém recebe o nome de Palácio Antônio Lemos, em homenagem ao ex-intendente do município, principal responsável pela urbanização e desenvolvimento da cidade nos primórdios do século XX - durante a chamada Belle Époque brasileira. Além disso, Lemos é considerado o maior gestor municipal, o mais poderoso e recorrente mito político da Amazônia. O plano de urbanização municipal projetado por Lemos no final do século XIX e início do XX "é recordada pela população como um período o próspero da cidade".
| “ | Entendo o Lemos como uma pessoa muito inteligente e habilmente política. Ele tinha só o liceu, o que hoje corresponde ao ensino médio ou profissionalizante. Ele não era paraense, não pertencia a nenhuma família tradicional e não tinha feito curso superior no Brasil, muito menos no exterior. | ” |

Dentre outras coisas, Lemos foi responsável pela arborização e urbanização da cidade de Belém, evidenciada pela construção de boulevards, rede de saneamento e esgoto, pavimentação de ruas, além da criação de um código de postura, que era baseado no modo europeu de vida.